# Устимова Клавдія Іванівна
Клавдія Іванівна Устимова (4 січня 1926 — 13 серпня 2009) — передовик радянського сільського господарства, доярка радгоспу-технікуму імені В.  Новікова Арзамаського району Горьківської області, Герой Соціалістичної Праці (1975).

## Біографія
Народилася в 1926 році в селі Березівка, нині Арзамаського району Нижегородської області в селянській родині. 
У 1941 році завершила навчання в п'ятому класі школи і працевлаштувалася в колгосп. Спочатку працювала їздовою, а потім дояркою на Березівській фермі Арзамаського району. 
Чверть століття віддала роботі на молочно-товарній фермі. Постійно була передовиком виробництва в районі, неодноразово ставала переможцем соціалістичного змагання. Брала участь у Виставці досягнень народного господарства. 
У 1972 році нагороджена медаллю ВДНГ за високі надої. Так їй вдалося отримати від 15 голів худоби, 4206 літрів молока в середньому на одну корову в рік. У 1974 році отримала 5341 кілограм молока на одну голову. 
Указом Президії Верховної Ради СРСР від 10 лютого 1975 року за отримання високих результатів у сільському господарстві і рекордні показники у тваринництві Клавдії Іванівні Устимовій присвоєно звання Героя Соціалістичної Праці з врученням ордена Леніна і медалі «Серп і Молот». 
Продовжувала і далі працювати у рідному радгоспі. 
Померла 13 серпня 2009 року. Похована на цвинтарі в Арзамасі.

## Нагороди
- золота зірка «Серп і Молот» (10.02.1975)
- орден Леніна (10.02.1975)
- Орден Трудового Червоного Прапора (06.09.1973)
- інші медалі.
- Почесний громадянин Арзамаського району (21.05.1998)

## Пам'ять
- В селі Березівка її ім'ям названа одна із вулиць[3].